# ヘアピンリボザイム

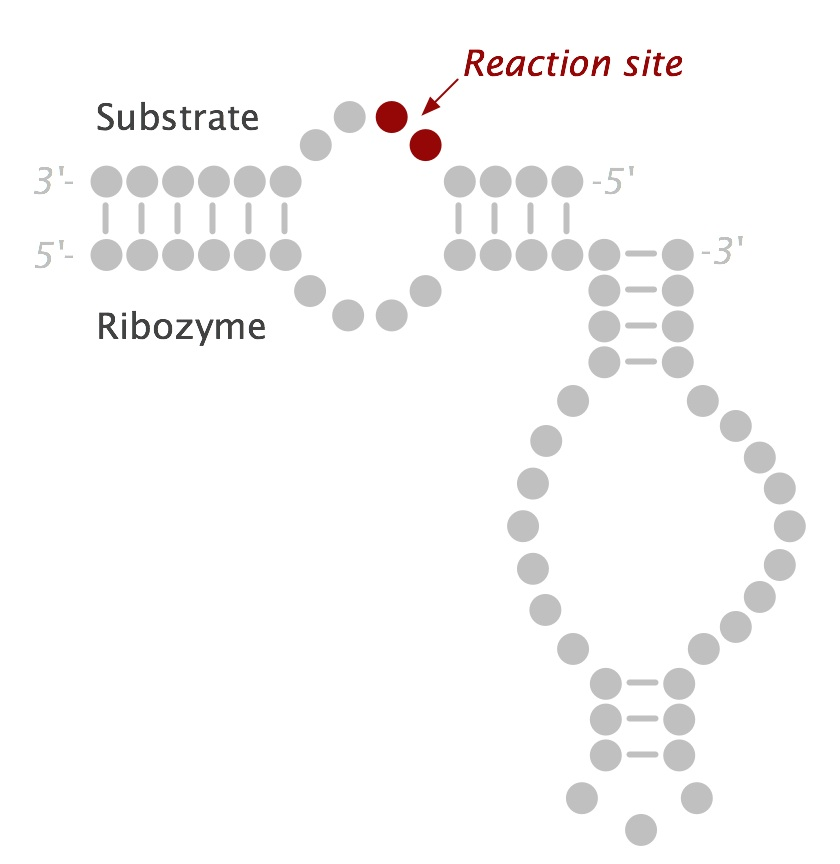
基質RNAが結合したミニマルヘアピンリボザイムの二次構造。丸は個々のヌクレオチド、線は典型的なワトソン・クリック型の塩基対を表している

ヘアピンリボザイム（英: hairpin ribozyme）は、リボザイムとして作用するRNAの小さな断片である。ハンマーヘッドリボザイムと同様、植物ウイルスのRNAサテライトに存在する。タバコ輪点ウイルス（TRSV）のサテライトRNAのマイナス鎖で最初に同定された。自己切断と結合（ライゲーション）反応を触媒し、ローリングサークル型のウイルス複製による産物を直鎖状または環状のサテライトRNA分子へとプロセシングする。

## 生物学的機能
ヘアピンリボザイムはRNAのプロセシング反応を触媒するRNAモチーフであり、自身が埋め込まれているサテライトRNA分子を複製するために必要不可欠である。この反応は自己プロセシング反応であり、分子は自身の構造の組み替えを行う。切断反応と末端結合反応はどちらもリボザイムモチーフによって媒介され、相互互換的な直鎖状と環状のサテライトRNA分子の混合物が形成される。この反応は、ローリングサークル型の複製によって形成された巨大な多量体RNA分子のプロセシングに重要である。複製サイクルの最終段階において、巨大な中間体は単位長の分子（直鎖状または環状）へとプロセシングされた後ウイルスへと詰め込まれ、他の細胞へ運ばれてそこでさらなる複製が行われる。

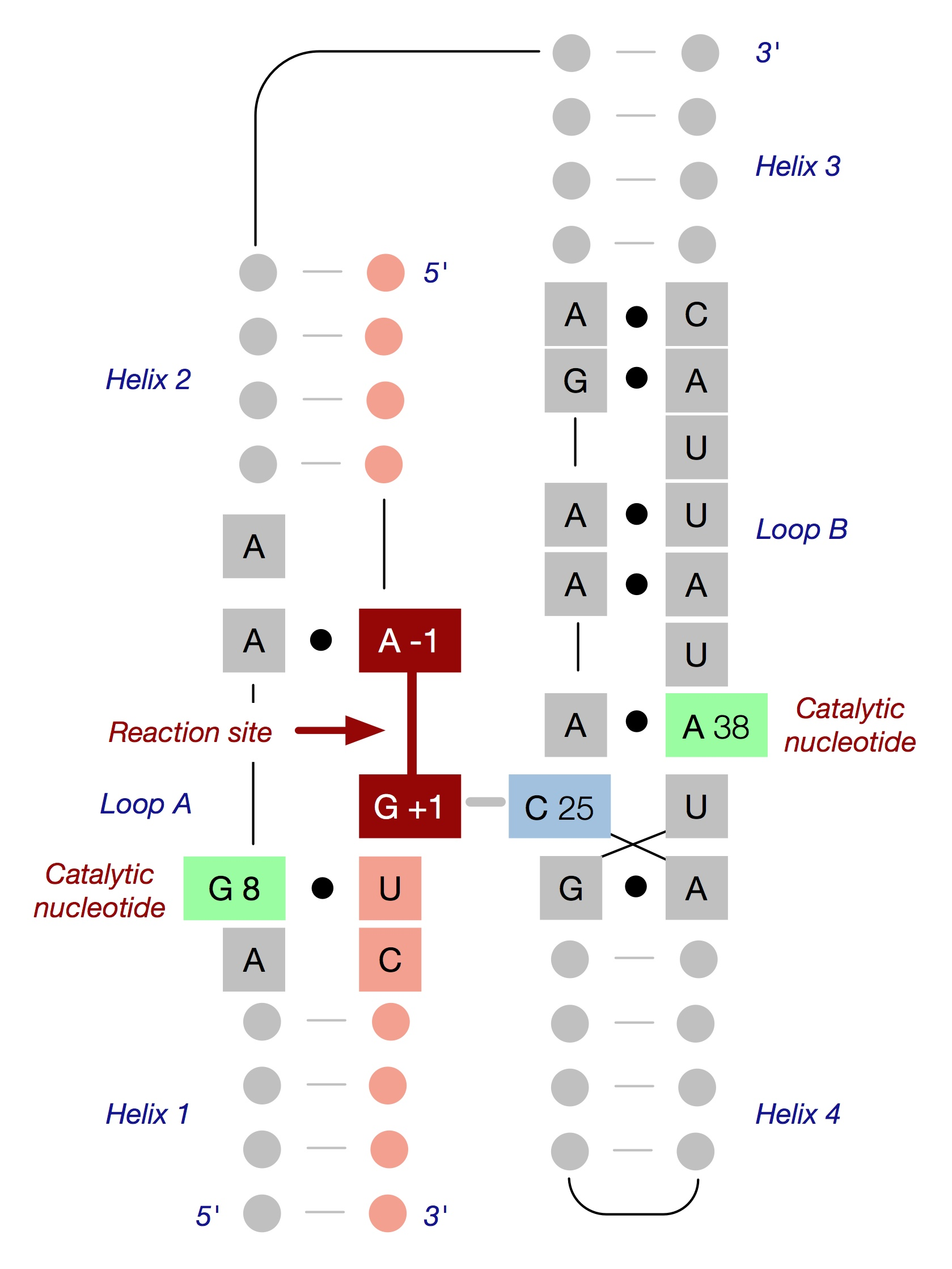
ヘアピンリボザイムの天然三次構造へのフォールディング。リボザイムの配列は灰色、基質の配列は赤色で示されている。切断とライゲーション部位（暗い赤色）は、ヌクレオチドA-1とG+1の間である。ループAとB内の重要な配列が示されており、黒いドットはヌクレオチド間の非ワトソン・クリック型相互作用を示している。2つの触媒ヌクレオチドは緑色で、反応部位でG+1とワトソン・クリック型塩基対を形成する重要なヌクレオチドC25は青色で示されている。

## 天然または人工のヘアピンリボザイム
天然のヘアピンリボザイムは3つの配列で同定されているだけである。
- タバコ輪点ウイルスのサテライトRNA（sTRSV）[3][4]
- chicory yellow mottle virusのサテライトRNA（sCYMV）[5]
- アラビスモザイクウイルス（英語版）のサテライトRNA（sARMV）[6]

分子のより詳細な実験的解析を行うために、人工的に改変したより小さなヘアピンリボザイムが開発されている。こうした改変は、自己プロセシング分子から無関係な部分を除去し、RNAプロセシング反応に必須な部分のみを取り出すために一般的に用いられる手法である。この過程によって、約50ヌクレオチドからなる最小触媒ドメイン（ミニマルヘアピンリボザイム）と14ヌクレオチドの基質が同定された。こうした人工的配列を用いることで、複数の基質分子の切断を触媒することができる、トランスに作用するリボザイムが開発された。こうした人工的改変によって、酵素の解析に生化学的手法を用いることができるようになり、リボザイム-基質複合体の必須の構造要素が同定され、病原性ウイルスの複製の防止や個々の遺伝子の機能の研究など、生物医学分野への応用が可能な改変リボザイムの開発が行われた。

## 反応の化学
他のいくつかのリボザイムやタンパク質性リボヌクレアーゼと同様、ヘアピンリボザイムの切断反応は末端が2',3'-環状リン酸と5'-ヒドロキシル基となったRNA断片を作り出す。ライゲーション反応は単に切断の逆反応であるようであり、末端が2',3'-環状リン酸と5'-ヒドロキシル基のRNA断片が共有結合によって連結されて通常の3'-5'ホスホジエステル結合が形成される。
複数のリボザイムでの反応の研究により、一部のタンパク質性酵素やリボザイムとは異なり、触媒機構はRNA分子自身の作用によるものであり、金属イオンによって媒介されるものではないことが解明されている。切断活性はMg2+が[Co(NH3)6]3+で置換された場合でも観察される。溶液中ではCo3+はNH3と非常に強固に結合しているためNH3は解離することがなく、そのためプロトン化されることはない。このことは、金属によって触媒されるプロトン転移やRNAへの直接的な配位は存在せず、フォールディングのみに金属が必要であることを示唆している。さらに、リボザイム-阻害剤の複合体や遷移状態を模倣した状態の結晶構造からは、立体構造上A-1とG+1は離され、A-1の2'-OHは切断されるリン酸結合に対して一直線に求核攻撃を行えるよう配置されていることが示されている。さらに、G8、A38、A9は、A-1の2'-OHの脱プロトン化、リン酸の五配位型酸素の負電荷形成の安定化、G+1の5'-O離脱基のプロトン化によって触媒に関与していることが示唆されている。

## 構造

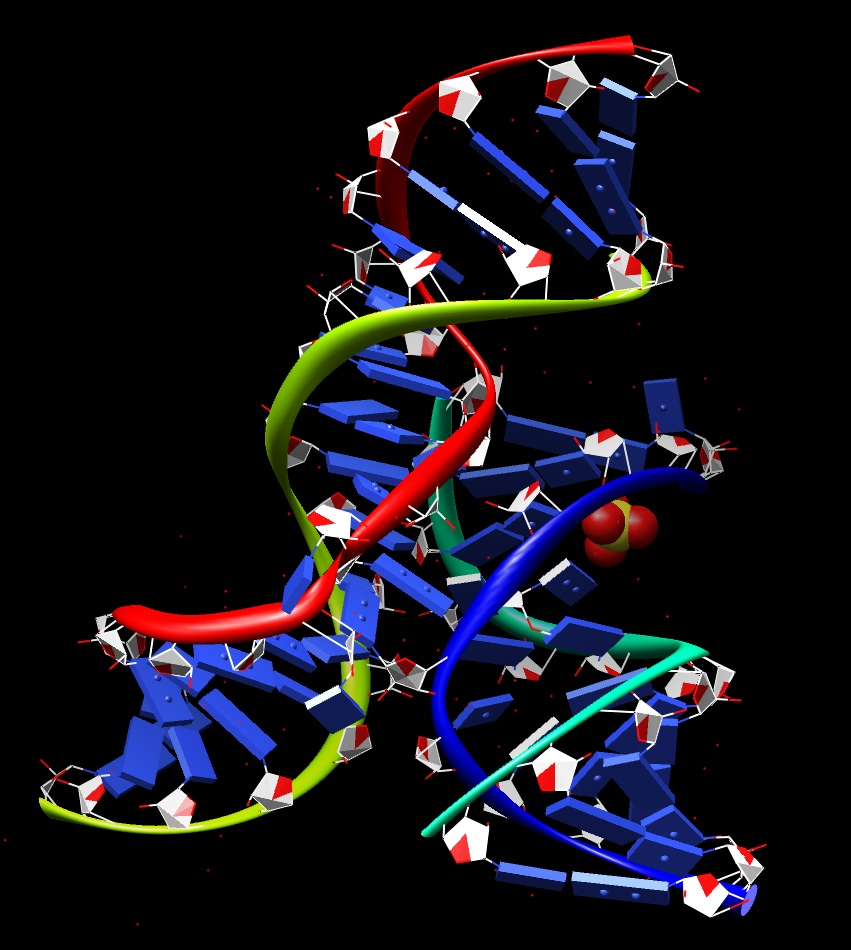
ヘアピンリボザイムの立体構造

ミニマルヘアピンリボザイム-基質複合体は、2つのドメインを含む二次構造へとフォールディングする。各ドメインは、塩基対を形成した2つの短いヘリックスがインターナルループによって隔てられた構成となっている。ドメインA（ヘリックス1-ループA-ヘリックス2）には、基質とリボザイムの主要な基質認識領域が含まれる。ドメインB（ヘリックス3-ループB-ヘリックス4）はより大きく、リボザイムの主要な触媒要素が含まれる。2つのドメインはヘリックス2とヘリックス3をつなぐホスホジエステル結合によって共有結合的に連結されている。触媒反応が起こるためには、これらのドメインが互いに相互作用することが必要である。
ミニマルリボザイム-基質複合体が低イオン強度条件でフォールディングした場合、2つのドメインは互いにスタッキングし、ヘアピンに似た不活性な伸びた構造を形成する。触媒反応が起こるためには、2つドメインが互いに平行に並んだ、ペーパークリップに似たフォールディングを行う必要がある。さまざまな文献では、このRNAに対し「ペーパークリップ」リボザイムまたは「ヘアピン」リボザイムのいずれかの名称が付けられている。前者の名称の方がより正確であることが示されているにもかかわらず、後者の名称の方が一般的に受け入れられている。実験的には2つのドメイン間の機能的相互作用はカチオンの付加によって促進され、その正電荷は負に帯電したRNA主鎖の静電的反発を克服するのに十分である。天然のヘアピンリボザイムにおいては、2つのドメインの結合は金属イオン（Mg2+など）の結合と、2つの付加的なヘリカルドメインの存在との組み合わせによって補助される。これらの付加的ドメインはミニマルリボザイムには存在しないが、適切な三次元的フォールディングを促進する機能がある。これらのドメインはヘリックス2とヘリックス3にスタッキングし、four-way helical junctionと呼ばれる構造を形成することで2つの機能的ドメインの結合を促進する。
ヘアピンリボザイムの構造と活性は広範囲にわたる相補的な実験手法によって研究がなされており、ヌクレオチドの置換、官能基の置換、コンビナトリアルセレクション（combinatorial selection）、蛍光分光法、架橋、NMR、X線結晶構造解析といった手法が用いられている。オリゴヌクレオチド合成による断片の自己集合によって機能的な複合体を形成することができるため、天然のRNAには存在しないさまざまな種類の修飾ヌクレオチドを取り込むことが可能であり、研究は促進された。こうした実験の結果、ヘアピンリボザイムがどのように基質を結合し、特定の三次元構造へフォールディングし、反応を触媒し、反応産物を放出するか、といった触媒サイクルの非常に正確な像が得られた。

## 標的RNAの分解と抗ウイルス活性
ヘアピンリボザイムは他のRNA分子標的を切断できるように改変されている。ヘアピンリボザイムの基質特異性の大部分はヘリックス1、2内での単純なワトソン・クリック型塩基対形成によるものであるため、こうした改変が可能となっている。
ヘアピンリボザイムの治療目的での開発で特に関心が持たれている領域としては、病原性ウイルスの複製の防止が挙げられる。抗ウイルス活性を持つリボザイムが作製され哺乳類細胞内での発現が行われており、さまざまな改変型リボザイムが発現細胞にHIV-1、HBV、シンドビスウイルスの感染に対する耐性を付与することが示されている。

## 関連文献
- Doherty, EA; Doudna JA (2001). “Ribozyme structures and mechanisms”. Annu Rev Biophys Biomol Struct 30:  457–475. doi:10.1146/annurev.biophys.30.1.457. PMID 11441810.
- Ferré-D'Amaré, AR; Rupert PB (2002). “The hairpin ribozyme: from crystal structure to function”. Biochem Soc Trans 30 (Pt 6):  1105–1109. doi:10.1042/BST0301105. PMID 12440983.